# البرتسلوند، کمون دانمارک
البرتسلوند (به لاتین: Albertslund Municipality) یک ناحیهٔ شهری و سکونت‌گاه مسکونی در دانمارک است که در استان هوودستادن واقع شده‌است.

## خصوصیات
البرتسلوند ۲۳٫۰۴ کیلومترمربع مساحت و ۲۷٬۸۲۴ نفر جمعیت دارد.